# Milan Machovec

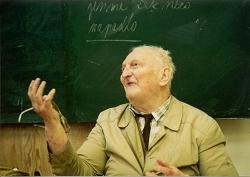
Milan Machovec Dozent an der Karls-Universität Prag 23. März 1999

Milan Machovec (* 23. August 1925 in Prag; † 15. Januar 2003 ebenda) war ein tschechischer Philosoph.
Als reformorientierter Professor für Marxismus wurde er Vordenker des Prager Frühlings und nach dessen Niederschlagung vom Staat verfolgt. Machovec war ein prominenter Vertreter des Dialogs zwischen Marxismus und Christentum. Nach dem Sturz des Kommunismus erfuhr er eine vollständige Rehabilitation und wurde zur verehrten Integrationsfigur der Neuorientierung. Seit 2000 war er Träger des Tomáš-Garrigue-Masaryk-Ordens, einer der höchsten Auszeichnungen der Tschechischen Republik.

## Leben
Als Sohn eines Gymnasiallehrers erlebte Machovec eine katholische Sozialisation. Seine Einstellung, dass Konfession nicht so wichtig sei wie Moral, wurde ihm vor allem durch die Mutter vermittelt.
Nach seinem Abitur 1944 war er kurzzeitig als Berufsschullehrer in Brandeis tätig. Im Frühjahr 1945 begann er das Studium der Philosophie und klassischen Philologie an der Prager Karlsuniversität. Auch vor dem Hintergrund von Erlebnissen unter der Nazidiktatur wandte sich Milan Machovec dem Marxismus zu. Von 1948 bis 1950 leistete er seinen Militärdienst ab. Anschließend wurde er Assistent an der Prager Universität und erhielt unmittelbar nach seiner Habilitation 1953 die Professur für Dialektischen Materialismus und Marxismus-Leninismus.
In dieser Position erlangte er internationales Ansehen. Er wandelte das „Seminar für marxistische Religionskritik und Religionsgeschichte“ der Karlsuniversität in ein „dialogisches Seminar“ um, in dem Philosophen wie Erich Fromm, aber auch Theologen wie Karl Rahner als Gäste teilnahmen. Er war regelmäßiger Diskussionspartner für Philosophen und Theologen auf der ganzen Welt, vor allem aber in Deutschland, wohl auch weil er deutsch fließend beherrschte. Schließlich wurde Machovec einer der Vordenker des „Prager Frühlings“.
Nach der Niederschlagung des „Prager Frühlings“ wurde er 1970 von der Prager Universität relegiert, unter staatliche Beobachtung gestellt und vielfältigen Repressionen ausgesetzt. Seinen Lebensunterhalt verdiente er sich im Wesentlichen als Organist in einer katholischen Kirche. Trotzdem unterzeichnete er die Charta 77 und wurde dafür mit einem totalen Berufsverbot belegt. Damit wurde ihm jede materielle Lebensgrundlage entzogen. Er solle, so ein Verhöroffizier, sich aus Abfallkübeln ernähren. Sein gesamtes soziales Umfeld wurde unter Druck gesetzt und bedroht, seine Arbeiten beschlagnahmt und vernichtet. Trotzdem suchten ihn immer wieder Studenten auf und hielten mit ihm geheime „Wohnungs-Seminare“ ab.
Um seine Frau und seine Kinder nicht mit ins Elend zu reißen, trennte er sich von diesen und lebte fortan in einer erbärmlichen Einzimmerwohnung. Für seinen Lebensunterhalt war er auf geheime Unterstützung angewiesen, die er auch an andere Dissidenten weiter verteilte. Unter anderem erfuhr er aus Westdeutschland von Theologen um Horst Georg Pöhlmann Unterstützung, vor allem aber durch den Priester einer katholischen Prager Gemeinde.
Nach der Samtenen Revolution in der Tschechoslowakei 1989 wurde er rehabilitiert und wieder in einen Lehrstuhl an der Karlsuniversität eingesetzt. 1993 ging er offiziell in den Ruhestand, blieb aber weiter aktiv.
Während seiner Verfolgung wurde ihm auch sachgemäße ärztliche Versorgung vorenthalten, so dass seine Gesundheit eigentlich größtmögliche Schonung erfordert hätte. Trotzdem trat er wieder aktiv in die akademische Arbeit ein und beteiligte sich vielfältig an den Auseinandersetzungen des sich neu organisierenden Staatswesens. Als stets kritischer Geist blieben dabei auch Konflikte mit der neuen Obrigkeit nicht aus. Er starb hoch geehrt, vor allem auch von der jungen Generation. Auf seiner Beerdigung sprach der Prager Weihbischof (auf seinen Wunsch) das Vaterunser.
Sein Sohn, Martin Machovec (* 1956, Dr. Phil) arbeitet als Übersetzer.

## Wirken
Zeit seines Lebens suchte er nach den Möglichkeiten einer Humanisierung der Welt, von daher wurde er auch zu einem scharfen Kritiker des real existierenden Sozialismus. Neben Marx waren es vor allem Aristoteles, Kant und die christliche Botschaft, die ihn immer wieder anregten.
Er suchte immer den Dialog mit Philosophien und Religionen. Seine Präsenz auf dem 1986 von der Ungarischen Akademie der Wissenschaften und dem Vatikan in Budapest veranstalteten Symposium „Gesellschaft und ethische Werte“, bei dem es zu einer intensiven Debatte mit Konrad Feiereis kam, förderte den christlich-marxistischen Dialog ganz wesentlich. Er stand dem Christentum als Marxist immer wohlwollend, aber auch fordernd gegenüber. In Gott sah er „die Summe der tiefsten menschlichen Erfahrungen und Sehnsüchte“ und fühlte sich gläubigen Christen näher als Atheisten, die keine Transzendenz kennen. Machovec warf Teilen der zeitgenössischen christlichen Theologie dabei vor, ihr eigentliches, wertvolles Anliegen preiszugeben in dem Versuch, sich der Moderne anzubiedern.
In seinem zunächst auf Deutsch erschienenen wahrscheinlich bekanntesten Buch Jesus für Atheisten kommt er zu der Aussage:
„Die Lehre Jesu setzte die Welt in Brand nicht wegen irgendeiner Überlegenheit des theoretischen Programms, sondern weil er selbst identisch war mit diesem Programm“.
Dies wurde für den atheistischen Marxisten anscheinend zum Vorbild. Damit, dass er gerade christliche Tugenden wie Wahrhaftigkeit, Einfachheit und Mitmenschlichkeit beispielhaft vorlebte, wurde Milan Machovec geradezu zur positiven Herausforderung für Christen.
Am Ende seines Lebens wendete er sich den Bedrohungen durch die ökologischen Konsequenzen menschlichen Handelns und dem Problem erodierender Werte zu.
(Anmerkung: In seinen ersten deutschsprachigen Veröffentlichungen erscheint sein Name zum Teil fälschlicherweise als „Machoveč“ geschrieben.)

## Werkauswahl (deutsch)
- Marxismus und dialektische Theologie. Barth, Bonhoeffer und Hromádka in atheistisch-kommunistischer Sicht. EVZ, Zürich 1965 (Originaltitel: O tak zvané dialektické teologii současného protestantismu. Übersetzt von Dorothea Neumärker).
- Thomas Garrigue Masaryk. Graz / Wien / Köln 1969 (mit einem Nachwort von Friedrich Weigend-Abendroth).
- Vom Sinn des menschlichen Lebens. In: Sammlung Rombach, neue Folge. Band 12. Rombach, Freiburg in Breisgau 1971 (Originaltitel: Smysl lidského života. Übersetzt von Karl Held).
- Jesus für Atheisten. Mit einem Geleitwort von Helmut Gollwitzer. 1. Auflage. Kreuz, Stuttgart / Berlin 1972, ISBN 3-7831-0387-8 (Originaltitel: Ježíš pro moderního člověka. Übersetzt von Paul Kruntorad).
- Milan Machovec, Herbert A. Gornitz [Gornik],  Horst Georg Pöhlmann: Marxisten und Christen, Brüder oder Gegner? In: Gütersloher Taschenbücher Siebenstern. Band 287. Gütersloh 1978, ISBN 3-579-03687-4 (Mit einem Geleitwort von Horst Georg Pöhlmann).
- Die Rückkehr zur Weisheit, Philosophie angesichts des Abgrunds. Kreuz, Stuttgart 1988, ISBN 3-7831-0903-5.
- Milan Machovec, Horst Georg Pöhlmann: Gibt es einen Gott? Ein Atheist und ein Christ im Streitgespräch. In: Gütersloher Taschenbücher Siebenstern. Band 1294. Gütersloher Verlagshaus Mohn, Gütersloh 1990, ISBN 3-579-01294-0.
- Die Frage nach Gott als Frage nach dem Menschen. In: Forum St. Stephan. Band 11. Tyrolia, Innsbruck / Wien 1999, ISBN 3-7022-2248-0 (Autobiografie).
- Heimat Indoeuropa. Das Leben unserer Vorfahren aufgrund eines Vergleiches einzelner Sprachen. In: Gerhard Loettel, Wilhelm Zauner (Hrsg.): Forum St. Stephan. Band 13. Wagner, Linz 2002, ISBN 3-9500891-9-5 (Originaltitel: Indoevropané v pravlasti. Übersetzt von Gerhard Loettel).
- Gerhard Loettel, Wilhelm Zauner (Hrsg.): Der Sinn menschlicher Existenz. Tyrolia, Innsbruck / Wien 2004, ISBN 978-3-7022-2575-9 (Originaltitel: Smysl lidské existence.).